# Novike
El novike, n'vike, n'vique o nobike es un instrumento de cuerda frotada característico de la cultura qom (toba). La palabra no tiene traducción en español, y define el acto del jaguar de afilar las uñas en el tronco de un árbol.

## Características
El novike es un instrumento monocorde (una sola cuerda) que se hace sonar mediante la frotación con otra cuerda tensada por un arco, llamado checne'c. Originalmente la cuerda, llamada lket, estaba confeccionada con crin de pecarí, y luego de la llegada de los españoles a América, preferiblemente con crin de caballo.
El novike está confecciondo sobre la base de una caja de resonancia construida con una calabaza, el caparazón de un armadillo, o una caja de hojalata con abertura en la parte superior. Esta última modalidad es la que se impuso.

## Leyenda qom sobre su origen
Existe una leyenda qon sobre el origen del n'vike. La misma cuenta que existía un hombre llamado La'axaraxaik, que en qom significa "el feo", que por esa razón no podía conseguir mujer, lo que lo llevaba a estar triste y solo. Un día, un hombre que se decía el dueño del monte, le regaló un instrumento nunca visto, el novike, además de presentarle a su hija, de quien La'axaraxaik se enamoró y se casó.
La felicidad de La'axaraxaik se trasuntó en la bella y alegre música que tocaba. Hasta que las otras mujeres, que antes lo rechazaban comenzaron a buscarlo. Una noche, su esposa al encontrarlo con otras mujeres, tomó el novike y lo arrojó a la fogata, donde el instrumento ardió creando una luz que formó el lucero del alba (Venus).
Abandonado por su esposa, La'axaraxaik recuperó el novike quemado, pero nunca pudo volver a sacar melodías alegres del mismo. A su muerte, el instrumento quedó olvidado. Mucho tiempo después, un joven que no podía estar con su amada debido a la gran distancia que los separaba, encontró el viejo novike y comenzó a tocarlo, con melodías tan tristes que conmovieron al dueño del bosque, quien entonces recurrió a la magia, para que la mujer pudiera escuchar la música de su amado, quien entonces corrió a su encuentro. Desde entonces, si un enamorado está separado de su mujer, podrá tocar el novike mientras pronuncia el nombre de su amada, y antes del atardecer el encuentro se producirá.